# Zeiselmauer-Wolfpassing
Zeiselmauer-Wolfpassing è un comune austriaco di 2 258 abitanti nel distretto di Tulln, in Bassa Austria; capoluogo comunale è Zeiselmauer. È stato istituito nel 1972 con la fusione dei comuni soppressi di Muckendorf an der Donau, Wipfing, Wolfpassing e Zeiselmauer; il 1º gennaio 1988 le località di Muckendorf an der Donau e Wipfing sono state scorporate dal comune di Zeiselmauer-Wolfpassing per costituire il nuovo comune di Muckendorf-Wipfing.